# Nahuizalco
Nahuizalco – miasto w zachodnim Salwadorze, w departamencie Sonsonate, położone około 8 km na północ od stolicy departamentu – miasta Sonsonate. Ludność (2007): 33,6 tys. (miasto), 49,1 tys. (gmina).
Nazwa miasta oznacza w języku nahuatl „miejsce czterech z Izalco”, co odnosi się do tradycji, że zostało ono założone przez cztery rodziny z pobliskiego Izalco.

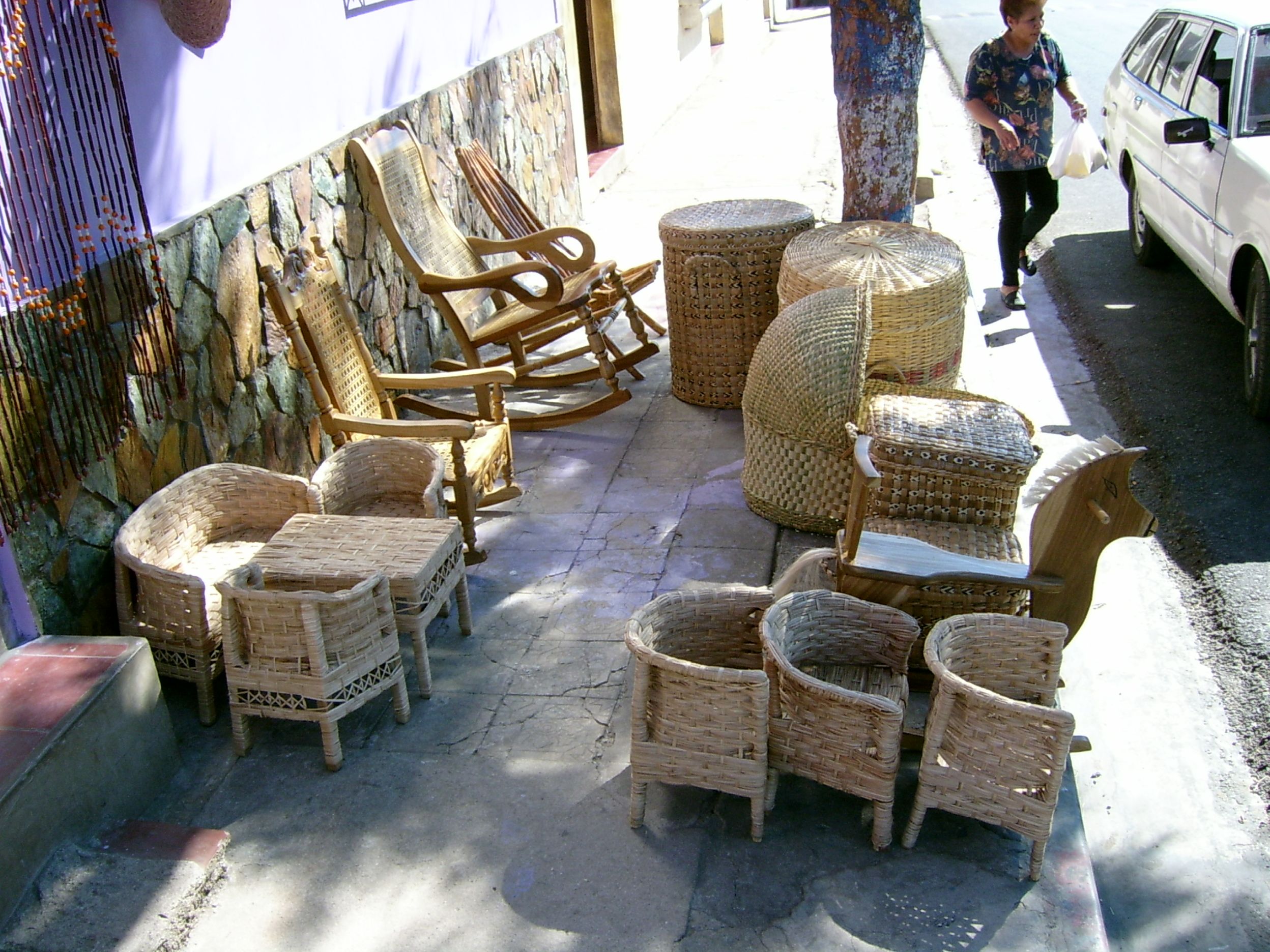
Meble z wikliny w Nahuizalco

Miasto znane jest jako ośrodek wikliniarstwa.